# Ove Grahn
Jan-Olof "Ove" Grahn (9. maj 1943 - 11. juli 2007) var en svensk fodboldspiller (angriber), der mellem 1962 og 1976 spillede 45 kampe og scorede ti mål for Sveriges landshold. Han deltog blandt andet ved VM 1970 i Mexico og VM 1974 i Vesttyskland.
På klubplan startede Grahn sin karriere hos Elfsborg i Borås, inden han fra 1966 til 1976 var professionel i Schweiz, hos henholdsvis Lausanne og Grasshoppers. Han vandt et svensk mesterskab med Elfsborg og et schweizisk mesterskab med Grasshoppers.

## Titler
Allsvenskan
- 1961 med Elfsborg

Super League (Schweiz)
- 1971 med Grasshoppers